# Lilith – A Fekete Hold erósza
Lilith – A Fekete Hold erósza Hannelore Traugott könyve. Eredeti címe: Lilith – Eros des Schwarzen Mondes. A rendhagyó tartalmú könyv mitológiai és modern korból kiragadott történetekkel kísérli meg szemléletesebbé tenni egy kevéssé ismert asztrológiai jelenség: a Fekete Hold, (vagy Lilith) néven ismert pontot és annak építő-romboló hatását az emberi sorsokra.

## A tartalom
A könyvnek nincs a szó szoros értelmében vett cselekménye. Egymást követő, de egymással nem összefüggő történetek füzére, amiket rövidebb-hosszabb elemzés követ. Hannelore a mítoszokat úgy értelmezi, mint belső világunk élő képeit. Vizsgálja az istenképet, különös tekintettel a szó Bibliabeli mitológiájára. Kiemelten kezeli a sötétség és a negatív oldal szerepét a mítoszokban, a vér szakrális súlyát a keresztény-zsidó felfogás szerint és a primitív kultúrákban; a haj és a szőrzet erővel, boszorkánysággal kapcsolatos babonáit.
Nagy jelentőséget tulajdonít az áldozat gesztusának, amit átemel a modern korba is. (Ezt az antik világban Minósz király esetével példázza.) Értelmezésében az áldozat helyrehoz, ha kibillentünk az egyensúlyunkból. Mi magunk pedig akkor válunk áldozattá, ha nem fogunk fel egy tanulási helyzetet. Érdeklődéssel boncolgatja az andgrogün, se nem férfi- se nem nő 
Formát, és mint szimbólum az egyik legértékesebbnek tekinti. Az isteni egység állapotát látja benne, és mindenekelőtt a szerelem teljességét.
Kihagyhatatlan mindezek utána nemek közötti ruhacsere és a transzvesztitizmus megemlítése. A szerző természeti népek szokásait sorolja fel, majd a modern kor pár témával filmjeit említi, mint a Viktória, Viktória címűt.

### A Fekete Hold
A Fekete Hold a Hold elliptikus pályájának másik gyújtópontja, a horoszkópban. Általában ezt hívják Lilith-nek. Legfontosabb szerepe az, hogy megmutatja, miképpen tudjuk tehetetlen, frusztrált agressziónkat tevékeny, termékeny, teremtő energiává alakítani. 
Hannelore éppolyan fontosnak tartja, mint a vele szemközti pontot, amit Priaposznak nevez.

### Lilith mítosza
Ádám és Lilit története ősi héber mítosz. Hannelore arra használja fel a könyvben, hogy bemutassa a nemek örök harcát. Lilith eszerint Ádám első párja volt, akit Isten hozzá hasonlóan a földből teremtett. Azok azonban hamarosan veszekedni kezdtek. A nő így szólt a férfihoz: nem akarok alattad lenni. A férfi azt mondta: nem akarok alattad lenni, inkább feletted, mert megérdemled, hogy alul maradj én pedig felül. A nő így válaszolt: egyformák vagyunk, mivel mindketten a földből vétettünk, de nem hallgattak egymásra. Ekkor Lilith kimondta Isten különleges nevét és felemelkedett a levegőbe. Ádám, az ember erre hívta teremtőjét: Világ Ura, a nő, akit nekem adtál, elment tőlem. Erre a Mindenható utána küldött három angyalt, hogy hozzák vissza. Ádámnak pedig ezt mondta: ha vissza akar jönni, rendben van, ha nem, akkor naponta fog meghalni száz fia. Az angyalok annak a nagy víznek a mélyén érték utol, amibe az egyiptomiak belefulladtak. Közölték vele Isten szavait. Lilith nem akart visszamenni. Azt mondta arra teremtetett, hogy meggyengítse a gyermekeket. Amikor azok meghallották ezt, el akarták fogni. Lilith megesküdött Isten nevére, hogy ha meglátja az arcukat vagy nevüket egy kámeában, amit a gyermek nyakába akasztanak, az újszülött megmenekül.
Az amulettek olyan varázseszközök, amelyek távol tartják a démonokat. Néha tükröt is használnak, hogy elűzzék azt, ami belepillant. Lilithnek állítólag kék szeme van. Gyönyörű nőként írják le, meztelen felsőtesttel és hosszú hajjal.
Hannelore az amulettet a Plutó metaforájaként, a fátylat pedig a neptunuszi tartalmakra vonatkoztatva alkalmazza.
Lilithet különböző aspektusaiból ismerhetjük meg.
- A Nagy Anya- a Tápláló, Oltalmazó, Nagy Elnyelő, a késő kőkorszak Vénusz szobrocskái, a "pszichikai gravitáció".

"A tudatot gyakran ábrázolják férfi hősökkel, az elnyelő tudattalant pedig egy nőnemű szörnyeteggel. Az ént tehát egy férfialak, a tudattalan egységét pedig egy nőalak szimbolizálja. Ez leginkább a sárkányölő mítoszokban mutatkozik meg."
- A Lamastum aspektus – a Gyermekevő
- Az Istár aspektus – a Nagy csábító, a Nagy Szajha, de a Szent Szajha is, a Nagy Istennő papnője
- A Nagy Istennő – metafizikai szimbólum, eggyé válás, transzcendens, isteni minőség
- Lilith, mint a tudás megszemélyesítője

## Magyarul
- Lilith – A Fekete Hold erósza, fordította: Szabó Judit, szerkesztő: Molnár Mária, Bioenergetic, Piliscsaba, 1999, ISBN 963-8120-71-1